# Ковалевський Олександр Олександрович
Олекса́ндр Олекса́ндрович Ковале́вський (* 1890 — † після вересня 1939) — український громадсько-політичний діяч, публіцист, міністр рільництва УНР.

## Життєпис
У 1918—1921 роках — засновник та голова Української Народно-Республіканської Партії.
Кінцем квітня 1919 року підтримав спробу антидержавного заколоту в Рівному, який очолив Володимир Оскілко.
Призначений міністром рільництва УНР наприкінці 1920 року.
З 1921 року перебуває в еміграції, жив у Луцьку, очолив правління «Українбанку».
Редагував в 1930-х роках газету «Українська нива» (з 1937 звалася «Волинське Слово»), на сторінках видання часто друкувалася різка критика національної політики польського уряду щодо окупованих українських земель.
Був одним із керівників Волинського Українського об'єднання, яке діяло від 1931 до 1939 року.
У 1933 році — секретар Волинського громадського комітету допомоги голодуючим на Україні.
1934 року написав статтю, присвячену 5-річчю Волинського українського театру, яким керував Микола Певний.
1939 року після зайняття Західної України радянськими військами заарештований органами НКВС. Подальша доля невідома.

## Видання
- Ковалевський О. На вулкані. Публіцистичні статті [Архівовано 25 Серпня 2021 у Wayback Machine.]. Тернів : Тризуб, 1922. 148 с.